# Herman Zanstra
Herman Zanstra (Schoterland, 3 november 1894 - Haarlem, 2 oktober 1972) was een Nederlands astronoom en hoogleraar aan de Universiteit van Amsterdam.
Zanstra werd geboren bij Heerenveen in Friesland. In 1917 studeerde hij af in chemische technologie aan de Technische Universiteit Delft. Terwijl hij vier jaar in Delft werkte, de laatste twee als leraar, schreef hij een wiskundig theoretisch artikel over relatieve beweging dat hij opstuurde naar William Francis Gray Swann. Swann bood hem toen aan bij hem te promoveren in theoretische natuurkunde aan de University of Minnesota in Minneapolis, wat hij in twee jaar deed door zijn artikel uit te breiden (proefschrift:  A Study of Relative Motion in Connection with Classical Mechanics, 1923). Na nog een jaar bij Swann, nu in Chicago, en een jaar op verschillende plaatsen in Nederland en Duitsland en twee maanden aan het laboratorium van Niels Bohr in Kopenhagen, werd hij postdoc in Caltech. Hier schreef hij een beroemd artikel, An Application of the Quantum Theory to the Luminosity of Diffuse Nebulae, wat voor de eerste keer een methode aangaf (de "Zanstra methode") om de lichtkracht en effectieve temperatuur van de centrale sterren van planetaire nevels te begrijpen.
Na kort aan de University of Washington gewerkt te hebben ging hij naar Londen en uiteindelijk naar de Universiteit van Amsterdam. In de Tweede Wereldoorlog strandde hij in Zuid-Afrika waar hij werkte aan de universiteit van Durban. Na de oorlog keerde hij naar Europa terug. Hij was van 1946 tot 1959 directeur van het Anton Pannekoek Instituut in Amsterdam. 

## Eerbewijzen
Hij kreeg de Gouden medaille van de Royal Astronomical Society in 1961.
De krater Zanstra op de Maan is naar hem vernoemd, evenals de planetoïde 2945 Zanstra.